# Joan II Platí
Joan II Platí fou exarca de Ravenna del 687 al 702.
Va succeir a Teodor el 687. El mateix any va participar en la disputada elecció de Papa en la que, subornat per l'ardiaca Pasqual, va afavorir a aquest com a Papa, esclatant un conflicte amb un altre candidat, Teodor, però finalment es va trobar un candidat de compromís, Sergi (Sergi I) que fou elegit.
Pasqual no va cedir i va prometre a Joan II mil lliures d'or a canvi del Papat i l'exarca va anar a Roma però va comprendre que era molt complicat anar contra la majoria; llavors va reconèixer a Sergi però li va demanar les mil lliures d'or promeses per Pasqual; Sergi va protestar però Joan II no va afluixar, i va rebre els vaixells de Sant Pere, que el Papa va al·legar que eren tot el que tenia, però el poble de Roma va fer costat al seu bisbe i va recaptar la suma exigida.
El 691 Justinià II va enviar a Sergi una sèrie de cànons amb instruccions per aprovar-los. Alguns d'ells eren contraris als interessos del Papa i Sergi va refusar. Justinià II va enviar a un oficial de nom Zacaries a detenir el Papa, però els exèrcits imperials tant a Roma com a Ravenna van refusar obeir Zacaries i fins i tot l'exèrcit de Ravenna va anar a Roma per defensar el Papa i pel camí se'ls van unir els soldats de la Pentàpolis. Els soldats van arribar a Roma i van rodejar la residència del Papa i van demanar de veure'l. Un rumor va dir que Zacaries havia estat amagat pel Papa per lliurar-lo dels soldats. Això va afectar seriosament el poder de l'exarca.
Li va succeir en el càrrec Teofilacte el 702.